# ایالت‌ها و قلمروهای هند
کشور هند شامل ۲۸ ایالت و ۸ قلمرو اتحادیه است. هر کدام از این ۳۶ منطقه، خود به بخش‌های مختلفی تقسیم می‌شوند.

## فهرست

### ایالات
| ایالت          | مرکز                                                | بزرگترین شهر  | مساحت km2 | جمعیت (۲۰۱۱) | تراکم جمعیت | کد ایزو ۳۱۶۶ |
| -------------- | --------------------------------------------------- | ------------- | --------- | ------------ | ----------- | ------------ |
| آندرا پرادش    | حیدرآباد                                            | ویساکاپاتنام  | ۱۶۰٬۲۰۵   | ۴۹٬۵۰۶٬۷۹۹   | ۳۰۹         | AP           |
| آروناچال پرادش | ایتاناگار                                           | ایتاناگار     | ۸۳٬۷۴۳    | ۱٬۳۸۲٬۶۱۱    | ۱۶٫۵        | AR           |
| آسام           | دیسپور                                              | گواتی         | ۷۸٬۵۵۰    | ۳۱٬۱۶۹٬۲۷۲   | ۳۹۶٫۸       | AS           |
| بیهار          | پتنا                                                | پتنا          | ۹۴٬۱۶۳    | ۱۰۳٬۸۰۴٬۶۳۷  | ۱٬۱۰۲٫۴     | BR           |
| چاتیسگر        | رای‌پور                                              | رای‌پور        | ۱۳۵٬۱۹۴   | ۲۵٬۵۴۰٬۱۹۶   | ۱۸۸٫۹       | CT           |
| گوآ            | پانجی                                               | واسکو دا گاما | ۳٬۷۰۲     | ۱٬۴۵۷٬۷۲۳    | ۳۹۳٫۸       | GA           |
| گجرات          | گاندی‌نگر                                            | احمدآباد      | ۱۹۶٬۰۷۷   | ۶۰٬۳۸۳٬۶۲۸   | ۳۰۸         | GJ           |
| هاریانا        | چندی‌گر                                              | فریدآباد      | ۴۴٬۲۱۲    | ۲۵٬۳۵۳٬۰۸۱   | ۵۷۳         | HR           |
| هیماچال پرادش  | شیملا (پایتخت تابستانی)، تارامشالا (پایتخت زمستانی) | شیملا         | ۵۵٬۶۷۳    | ۶٬۸۵۶٬۵۰۹    | ۱۲۳٫۲       | HP           |
| جارکاند        | رانچی                                               | جمشدپور       | ۷۴٫۶۷۷    | ۳۲٬۹۸۸٬۱۳۴   | ۴۴۱٫۷       | JH           |
| کارناتاکا      | بنگالورو                                            | بنگالورو      | ۱۹۱٬۷۹۱   | ۵۲٬۸۵۰٬۵۶۲   | ۲۷۵٫۶       | KA           |
| کرالا          | تریواندروم                                          | تریواندروم    | ۳۸٬۸۶۳    | ۳۳٬۳۸۷٬۶۷۷   | ۸۵۹٫۱       | KL           |
| مادایا پرادش   | بوپال                                               | ایندور        | ۳۰۸٬۲۵۲   | ۷۵٬۶۹۷٬۵۶۵   | ۲۴۵٫۶       | MP           |
| ماهاراشترا     | بمبئی                                               | بمبئی         | ۳۰۷٬۷۱۳   | ۱۱۲٬۳۷۲٬۹۷۲  | ۳۶۵٫۲       | MH           |
| مانی‌پور        | ایمفال                                              | ایمفال        | ۲۲٬۳۴۷    | ۲٬۷۲۱٬۷۵۶    | ۱۲۱٫۸       | MN           |
| مگالایا        | شیلونگ                                              | شیلونگ        | ۲۲٬۷۲۰    | ۲٬۹۶۴٬۰۰۷    | ۱۳۰٫۵       | ML           |
| میزورام        | ایزوال                                              | ایزوال        | ۲۱٬۰۸۱    | ۱٬۰۹۱٬۰۱۴    | ۵۱٫۸        | MZ           |
| ناگالند        | کوهیما                                              | دیماپور       | ۱۶٬۵۷۹    | ۱٬۹۷۸٬۵۰۲    | ۱۱۹٫۳       | NL           |
| اوریسا         | بوبانسور                                            | بوبانسور      | ۱۵۵٬۸۲۰   | ۴۱٬۹۴۷٬۳۵۸   | ۲۶۹٫۲       | OR           |
| پنجاب          | چندی‌گر                                              | لودهیانا      | ۵۰٬۳۶۲    | ۲۷٬۷۰۴٬۲۳۶   | ۵۵۰٫۱       | PB           |
| راجستان        | جایپور                                              | جایپور        | ۳۴۲٬۲۶۹   | ۶۸٬۶۲۱٬۰۱۲   | ۲۰۰٫۵       | RJ           |
| سیکیم          | گنگتوک                                              | گنگتوک        | ۷٬۰۹۶     | ۶۰۷٬۶۸۸      | ۸۵٫۶        | SK           |
| تامیل نادو     | چنای                                                | چنای          | ۱۳۰٬۰۵۸   | ۷۲٬۱۳۸٬۹۵۸   | ۵۵۴٫۷       | TN           |
| تلانگانا       | حیدرآباد                                            | حیدرآباد      | ۱۱۴٬۸۴۰   | ۳۵٬۱۹۳٬۹۷۸   | ۳۰۶٫۴       | TG           |
| تریپورا        | اگرتلا                                              | اگرتلا        | ۱۰٬۴۹۱٫۶۹ | ۳٬۶۷۱٬۰۳۲    | ۳۴۹٫۹       | TR           |
| اوتار پرادش    | لکهنو                                               | کان‌پور        | ۲۴۳٬۲۸۶   | ۱۹۹٬۵۸۱٬۴۷۷  | ۸۲۰٫۴       | UP           |
| اوتارانچاند    | دهرادون                                             | دهرادون       | ۵۳٬۵۶۶    | ۱۰٬۱۱۶٬۷۵۲   | ۱۸۸٫۹       | UT           |
| بنگال غربی     | کلکته                                               | کلکته         | ۸۸٬۷۵۲    | ۹۱٬۳۴۷٬۷۳۶   | ۱٬۰۲۹٫۲     | WB           |

### قلمروهای اتحادیه
| قلمرو اتحادیه                   | مرکز                      | بزرگترین شهر | مساحت km2 | جمعیت (۲۰۱۱) | تراکم جمعیت | کد ایزو ۳۱۶۶ |
| ------------------------------- | ------------------------- | ------------ | --------- | ------------ | ----------- | ------------ |
| جزایر آندامان و نیکوبار         | پورت بلر                  | پورت بلر     | ۸٬۲۵۰     | ۳۷۹٬۹۴۱      | ۴۶٫۰۵       | AN           |
| چندیگر                          | چندیگر                    | —            | ۱۱۴       | ۱٬۰۵۴٬۶۸۶    | ۹٬۲۵۱٫۶     | CH           |
| دادرا و نگر حویلی و دامان و دیو | دامان                     | دامان        | ۶۰۳       | ۵۸۵٬۷۶۴      | ۹۷۰         | DD           |
| ناحیه پایتختی ملی دهلی          | دهلی                      | —            | ۱٬۴۸۳     | ۱۶٬۷۵۳٬۲۳۵   | ۱۱٬۲۹۶٫۹    | DL           |
| جامو و کشمیر                    | جامو                      | سرینگر       | ۵۵٬۵۳۸    | ۱۲٬۵۴۸٬۹۲۶   | ۵۶٫۵        | JK           |
| لداخ                            | له و کارگل (به طور مشترک) | له           | ۱۷۴٬۸۵۲   | ۲۹۰٬۴۹۲      | ۱٫۷         | LA           |
| لاکشادویپ                       | کاواراتی                  | کاواراتی     | ۳۲        | ۶۴٬۴۲۹       | ۲٬۰۱۳٫۴     | LD           |
| پودوچری                         | پوندیچری                  | پوندیچری     | ۴۹۲       | ۱٬۲۴۴٬۴۶۴    | ۲٬۵۲۹٫۴     | PY           |